# Boston Harbor
Boston Harbor – zatoka Oceanu Atlantyckiego, będąca wewnętrzną częścią zatoki Massachusetts. Ma 13 mil (21 km) długości i rozciąga się w kierunku z północnego zachodu na południowy wschód. Wejście do zatoki znajduje się między południowym krańcem półwyspu Deer Island (na północy) a przylądkiem Allerton Point (na południu). Do zatoki uchodzą rzeki Charles, Chelsea, Mystic, Neponset oraz Weir. Do największych wysp w zatoce należą Thompson Island, Spectacle Island, Long Island i Peddocks Island. Nad zatoką położone są miasta Boston i Quincy. W 1773 roku w zatoce miało miejsce wydarzenie znane jako herbatka bostońska. W 1995 roku otwarto pod zatoką tunel Ted Williams Tunnel, będący częścią autostrady międzystanowej nr 90.